# Christian Begemann
Christian Begemann (* 27. Oktober 1954 in Freiburg im Breisgau) ist ein deutscher Germanist und Literaturwissenschaftler.

## Leben
Christian Begemann studierte Germanistik, Geschichte und Philosophie an den Universitäten Regensburg und München und war Mitglied der Studienstiftung des deutschen Volkes. Nach der Promotion 1986 an der Ludwig-Maximilians-Universität München (LMU) war er von 1987 bis 1999 erst als Akademischer Rat auf Zeit, dann als Oberassistent an der Universität Würzburg tätig (Lehrstuhl Prof. Dr. Helmut Pfotenhauer). Zwischen 1991 und 1993 erhielt er ein Habilitandenstipendium der DFG; 1994 erfolgte die Habilitation. Zwischen 1994 und 2000 nahm Begemann Vertretungsprofessuren an den Universitäten Kiel, München, Karlsruhe und Bayreuth sowie Gastprofessuren an den Universitäten Wien (Germanistik) und Innsbruck (Komparatistik) wahr. Zwischen 2000 und 2008 hatte er den Lehrstuhl für Neuere deutsche Literaturwissenschaft an der Universität Bayreuth inne, von 2008 bis 2020 einen Lehrstuhl für Neuere deutsche Literaturwissenschaft an der LMU München. Begemann war 2002 bis 2015 Mitglied in der Kommission für Neuere deutsche Literatur der Bayerischen Akademie der Wissenschaften und ist seit 2016 stellvertretender Vorsitzender des Projektbeirates 'Neuere deutsche Literatur'. Zwischen 2001 und 2021 war er Mitherausgeber der Zeitschrift Internationales Archivs für Sozialgeschichte der deutschen Literatur (IASL) und der Buchreihe Studien und Texte zur Sozialgeschichte der Literatur (STSL).
Begemanns Forschungsschwerpunkte liegen in den Bereichen deutschsprachige Literatur des 17. bis 20. Jahrhunderts, vor allem des 18. und 19. Jahrhunderts, Literatur und Semiotik, Körpergeschichte und Kulturanthropologie, Theorien der ästhetischen Produktivität von der frühen Neuzeit bis ins 20. Jahrhundert und Vampirismus in Literatur und Film als kulturgeschichtliches Phänomen; Literatur der Phantastik, des Unheimlichen und Gespenstischen. Er hat Bücher und Aufsätze zu folgenden Autoren verfasst: Johann Wolfgang Goethe, Jean Paul, Heinrich von Kleist, Ludwig Tieck, Achim von Arnim, E.T.A. Hoffmann, Joseph von Eichendorff, Annette von Droste-Hülshoff, Eduard Mörike, Adalbert Stifter, Richard Wagner, Gottfried Keller, Theodor Storm, Conrad Ferdinand Meyer, Theodor Fontane, Robert Müller, Peter Greenaway, Andreas Gursky u. a.

## Schriften (Auswahl)
- Furcht und Angst im Prozeß der Aufklärung. Zu Literatur und Bewußtseinsgeschichte des 18. Jahrhunderts. Frankfurt am Main 1987, ISBN 3-610-08923-7.
- Die Welt der Zeichen. Stifter-Lektüren. Stuttgart 1995, ISBN 3-476-01305-7.
- zusammen mit David E. Wellbery (Hrsg.): Kunst – Zeugung – Geburt. Theorien und Metaphern ästhetischer Produktion in der Neuzeit. Freiburg im Breisgau 2002, ISBN 3-7930-9274-7.
- (Hrsg.): Realismus. Epoche – Werke – Autoren. Darmstadt 2007, ISBN 3-534-19105-6.
- zusammen mit Britta Herrmann und Harald Neumeyer (Hrsg.): Dracula Unbound. Kulturwissenschaftliche Lektüren des Vampirs. Freiburg im Breisgau 2008, ISBN 3-7930-9537-1.
- (Hrsg.): Realismus. Das große Lesebuch. Frankfurt am Main 2011, ISBN 3-596-90295-9.
- mit Davide Giuriato (Hrsg.): Stifter-Handbuch. Leben – Werk – Wirkung. Stuttgart 2017, ISBN 3-476-02545-4.
- mit Simon Bunke (Hrsg.): Lyrik des Realismus. Freiburg im Breisgau 2019, ISBN 3-7930-9922-9.
- Kleine Poetik der Schublade, Konstanz 2023